# Domaine de Yūki

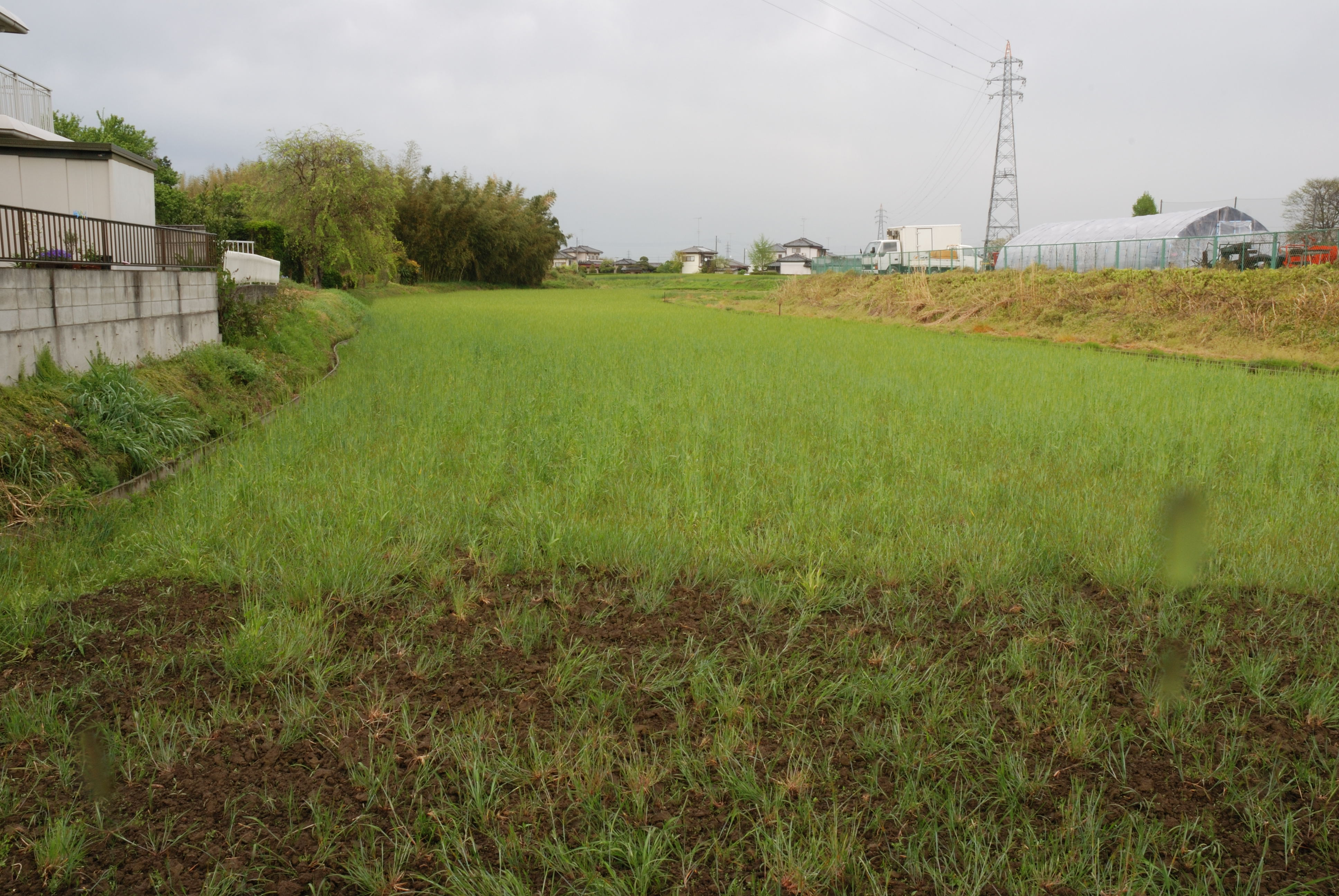
Site de l'un des fossés du château de Yūki.

Le domaine de Yūki (結城藩, Yūki-han) était un domaine japonais de la période Edo, situé dans la province de Shimōsa. Il a été dirigé principalement par la branche principale du clan Mizuno.

## Liste des daimyos
- Clan Matsudaira (Echizen) (shinpan daimyo ; 100 000 koku)

1. Yūki Hideyasu

- Clan Mizuno (fudai daimyo ; 18 000 koku)

1. Katsunag
2. Katsumasa
3. Katsunobu
4. Katsuchika
5. Katsuoki
6. Katsukata
7. Katsuzane
8. Katsuyuki
9. Katsutō
10. Mizuno Katsutomo 結城藩
11. Katsuhiro